# Міст Веррацано-Нерроуз
Міст Веррацано або міст Веррацано-Нерроуз (англ. Verrazano-Narrows Bridge) — один з найбільших у світі підвісних мостів, сполучає два райони Нью-Йорку — Бруклін і Стейтен-Айленд.

## Загальні відомості
Довжина центрального прольоту моста становить 1298 м, бічних прольотів — по 370,5 м. Пілони висотою 211 м, на яких підвішені несучі троси моста, видні з більшої частини Нью-Йорку. Міст — «двоповерховий», на кожному з «поверхів» міститься по шість смуг для руху автотранспорту.
Міст побудований в 1964 році й названий на честь італійського мореплавця Джованні да Верраццано, першого європейця, що ввійшов у бухту Нью-Йорк і річку Гудзон. До 1981 року міст був найбільшим (за довжиною центрального прольоту) висячим мостом у світі; на вересень 2006 року — є сьомим у світі за цим параметром, і першим у США серед мостів такої конструкції.
Належить міській адміністрації Нью-Йорку й перебуває під управлінням компанії «Triborough Bridge and Tunnel Authority» — агентства, афілійованого з «Metropolitan Transportation Authority». Плата, що стягують за проїзд по мосту, становить 10,17$ (7,50 $ для мотоцикла).
Міст є «завершальною ланкою» у системі швидкісних шосе, що оточують Нью-Йорк; через нього проходить траса Interstate 278. Будь-яке круїзне судно й більшість комерційних суден, що прибувають у найбільше місто США, проходять під мостом Веррезано, оскільки просвіт під мостом (відстань по вертикалі від нижньої крайки моста до поверхні води) становить 69,5 м.